# Jiří Faifr
Jiří Faifr (* 12. října 1962) byl český politik, v 90. letech 20. století poslanec České národní rady a Poslanecké sněmovny za ČSSD, později za Českomoravskou unii středu, manažer zkrachovalé Českomoravské družstevní záložny.

## Biografie
Ve volbách v roce 1992 byl zvolen do ČNR, jako poslanec za ČSSD (volební obvod Východočeský kraj). Zasedal v zemědělském výboru. Už koncem roku 1992 patřil mezi skupinu sociálních demokratů kritických k osobnosti Miloše Zemana a reprezentoval proud Za sociálně demokratickou politiku. Tyto výhrady trvaly i v následujících letech. V roce 1995 oznámil za Společnost Willyho Brandta a Bruna Kreiského, že hodlá na nadcházejícím sjezdu ČSSD prezentovat protikandidáta k Miloši Zemanovi.
Od vzniku samostatné České republiky v lednu 1993 byla ČNR transformována na Poslaneckou sněmovnu Parlamentu České republiky. V ní zasedal do konce funkčního období, tedy do voleb v roce 1996. V průběhu volebního období opustil poslanecký klub ČSSD a od května 1995 byl poslancem za Českomoravskou unii středu.
V 90. letech čelil aféře okolo levných obecních bytů v Praze, které získalo několik poslanců, včetně Faifra. K roku 1996 se uvádí, že dotyčný byt již vyměnil za byt v Pardubicích.
V roce 1995 se jistý Jiří Faifr uvádí jako ředitel pardubické pobočky Hornické zaměstnanecké zdravotní pojišťovny. Později působil ve vedení zkrachovalé Českomoravské družstevní záložny jako její místopředseda a měl se podílet na okolnostech jejího krachu, kdy záložna skončila v konkurzu s dluhem téměř 10 milionů korun. Faifr byl spolu s dalšími šesti manažery této kampeličky obviněn, ale případ byl pro nedostatek důkazů odložen. Byl známým Jiřího Paroubka a v dubnu 2005 Hospodářské noviny uvedly, že Paroubek zaměstnal Faifra na ministerstvu pro místní rozvoj jako ředitele odboru regionálního rozvoje. V komunálních volbách roku 1998 kandidoval neúspěšně do zastupitelstva obce Horní Jelení jako bezpartijní. Profesně se uvádí coby vedoucí pobočky ČMDS.